# Enrico Albertosi
Enrico Albertosi (Pontremoli, Toscana, 2 de noviembre de 1939), es un exjugador de fútbol que se desempeñó como portero. Defendió el arco de los clubes Fiorentina, Cagliari y Milán. 
Representó al seleccionado italiano en los mundiales de 1962, 1966, 1970 y 1974.
Es considerado uno de los mejores porteros de Europa de la década de los 60s y 70s. Fue incluido en el Salón de la Fama de Cagliari, con el que ganó un Scudetto histórico en la temporada 1969-1970. La IFFHS lo ubicó entre los porteros europeos más fuertes del siglo XX, ubicándolo en la 32.ª posición.

## Trayectoria

### Los inicios en Pontremoli y La Spezia, la década en Florencia
Comenzó a jugar en el equipo de su país, en Pontremoli. Su padre, un jugador de Pontremolese, lo metió en la portería siendo aún un niño, en el campo deportivo de Verdeno, entre la primera y la segunda parte.
Debutó en el primer equipo a los 15 años en sustitución del portero Gregoratto, que se incorporó como regatista. Luego fue llamado por La Spezia. Su padre hubiera preferido que Enrico se quedara en Pontremoli para terminar sus estudios, pero su madre lo convenció de la oportunidad que no debía desaprovechar y así en La Spezia, Albertosi creció como futbolista aficionado. Allí permaneció hasta 1958, después de haber debutado en el primer equipo en casa, en el estadio Alberto Picco, frente a un gran club del pasado: el Novese.
En 1958 fue comprado por la Fiorentina. Debutó en la Serie A en el campeonato 1958-1959, el 18 de enero en  el partido Roma-Fiorentina que terminó empatado a cero, aunque los cinco primeros campeonatos de la Viola los pasó como reserva de Giuliano Sarti, disputando sólo 30 partidos en total. Con el traspaso de Sarti al Inter se convirtió en titular y permaneció así durante otras cinco temporadas, hasta 1968.
Con la Fiorentina ganó dos Copas de Italia (1960-1961 y 1965-1966), así como la primera edición de la Recopa de Europa (1960-1961 , en la que Fiorentina había participado como finalista de la Copa de Italia 1959-1960 debido a la renuncia de la Juventus). En 1966 ganó la Copa Mitropa y perdió la final de este torneo de 1965. Con los Gigliati también perdió una final de la Recopa 1961-1962 y la Copa de Italia de 1958.

### Campeón con el Cagliari y con el Milan
El traspaso a Cagliari tuvo lugar en vísperas de la temporada que vería a la Fiorentina ganar el Scudetto (1968-1969. Sin embargo, Albertosi se proclamó campeón de Italia con la selección de Cerdeña en 1970, estableciendo el récord del menor número de goles encajados en un campeonato de 16 equipos (11 goles). Luego permaneció en Cagliari durante otras cuatro temporadas, antes de ser vendido al Milán. En las seis temporadas que pasó en Milán ganó su tercera Copa de Italia (1976-1977) y, sobre todo, su segundo campeonato (1978-1979), décimo para el Milan, el de la estrella. 

### Escándalo de las apuestas
En 1980, cerca de la transferencia al Cosmos de Nueva York, se involucró en el escándalo de las apuestas de fútbol italiano, tras lo cual muchos jugadores fueron descalificados, incluso con castigos muy fuertes. Después de 532 partidos en la Serie A fue suspendido por primera vez. (y el Club Milán condenado al descenso a la Serie B). Luego descalificado por 4 años en apelación. Jugó su último partido en la Serie A el 10 de febrero de 1980 en San Siro contra el Perugia, a los 40 años, 3 meses y 8 días.
Tras la amnistía de la Federación por la victoria del Mundial de España de 1982, fue contratado por Elpidiense, con quien disputó dos campeonatos de la Serie C2 antes de retirarse en 1984 con casi 45 años.

## Selección nacional
Tras disputar dos partidos en la selección juvenil, en la que debutó el 2 de noviembre de 1960, Albertosi debutó en la selección absoluta durante su militancia en Fiorentina: su bautismo con la Azzurri tuvo lugar el 15 de junio de 1961 en su estadio de casa, en Florencia, en el partido amistoso entre Italia y Argentina (4-1). Luego fue convocado como portero suplente para el campeonato mundial de 1962 en Chile, donde el dueño era Lorenzo Buffon.
Después de su debut, volvió a vestir la camiseta azul cuatro años después, en marzo de 1965, asumiendo el mando en la segunda mitad de un partido amistoso 1-1 contra Alemania Occidental en Hamburgo. Albertosi estaba compitiendo con William Negri por la posición titular, pero una lesión grave le impidió participar en el campeonato mundial de 1966. El seleccionador Edmondo Fabbri luego colocó a Albertosi como titular en el evento mundial de 1966 en Inglaterra, En esta edición los Azzurri fueron eliminados en la fase de grupos, tras la famosa y humillante derrota por 1-0 ante Corea del Norte a Middlesbrough que le costó a Italia la eliminación.
Habiendo sobrevivido a la renovación general del equipo, Ferruccio Valcareggi lo confirmó como titular para las eliminatorias del Campeonato de Europa de 1968, pero tuvo que ceder, debido a una lesión, su lugar a Dino Zoff durante la fase final del torneo, que fue celebrada en Italia y que ganó los Azzurri. A pesar de la competencia de Zoff, volvió a ser titular durante el campeonato mundial de 1970 en México, llegando a la final y perdiendo ante Brasil 4-1, después de defender las portería italiana en la famosa semifinal contra Alemania Occidental que se ganó 4-3 (en el que alternó intervenciones importantes con cierta incertidumbre).
Al final del Mundial, Albertosi mantuvo su puesto de titular durante todo 1970, hasta que Zoff lo superó a partir del amistoso contra España el 20 de febrero de 1971, convirtiéndose definitivamente en el nuevo número 1 azul. No obstante, Albertosi permaneció en la selección nacional. En 1972 sustituyó al lesionado Zoff en el doble play-off perdido contra Bélgica para clasificar al campeonato europeo de 1972 y finalmente participó como segundo portero en el campeonato del mundo de 1974 que fue su última experiencia con la selección nacional, además de algunas convocatorias en la temporada 1974-75, incluidas dos apariciones en partidos no oficiales. El último de sus 34 partidos fue el amistoso disputado el 21 de junio de 1972 en Sofía contra Bulgaria (1-1).
Con cuatro Mundiales disputados, Albertosi es segundo, por detrás de Gianluigi Buffon, entre los jugadores italianos con más participación en la competición del campeonato mundial, a la par de Giuseppe Bergomi, Fabio Cannavaro, Paolo Maldini, Gianni Rivera y Dino Zoff.

### Después del retiro
A principios de la década de 2000 colaboró con Margine Coperta como supervisora para la preparación de porteros.
El 27 de mayo de 2004 fue atacado por una forma severa de taquicardia ventricular después de haber competido en una carrera de trote en el hipódromo de Sesana en Montecatini, reservada para periodistas. Después de unos días de coma inducido médicamente, se despertó sin complicaciones graves y luego se recuperó por completo sin consecuencias.

## Clubes
| Club           | País   | Año         |
| -------------- | ------ | ----------- |
| Spezia         | Italia | 1957 - 1958 |
| ACF Fiorentina | Italia | 1958 - 1968 |
| Cagliari       | Italia | 1968 - 1974 |
| AC Milan       | Italia | 1974 - 1980 |
| ASD Elpidiense | Italia | 1982 - 1984 |

## Palmarés
ACF Fiorentina
- Copa de Italia: 1960-61, 1965-66
- Supercopa de Italia: 1961

Cagliari
- Serie A: 1969-70

AC Milan
- Serie A: 1978-79
- Copa de Italia: 1976-77

Selección de fútbol de Italia
- Eurocopa 1968